# Primavera (partito politico)
Primavera (in polacco Wiosna) è stato un partito politico polacco di orientamento social-democratico e europeista fondato nel 2019 dall'ex sindaco di Słupsk, Robert Biedroń. Esso è confluito l’11 giugno 2021 nel partito Nuova Sinistra.

## Storia
Il partito è stato fondato il 3 febbraio 2019, presso il Centro Sportivo Hala Torwar di Varsavia, in vista delle elezioni europee di maggio e rompere il "duopolio" delle formazioni politiche che da decenni dominano la politica polacca: Diritto e Giustizia e Piattaforma Civica.
Alle elezioni europee del 2019 avendo ottenuto 826.975 voti, pari al 6,06% dei voti validi, gli sono stati assegnati tre seggi all'Europarlamento. Il partito fa parte del gruppo parlamentare di centrosinistra Alleanza Progressista dei Socialisti e dei Democratici (S&D).
Alle elezioni parlamentari del 2019, il partito, dopo aver avuto contatti con l'alleanza Coalizione Europea (di cui fa parte anche Piattaforma Civica), ha annunciato l'intenzione di presentarsi all'interno della coalizione di sinistra Lewica, con Razem (Insieme) e l'Alleanza della Sinistra Democratica. L'alleanza porta all'elezione di 19 deputati e di un senatore di Primavera.
Il partito si è sciolto ufficialmente nel 2021 per fondersi con l’Alleanza della Sinistra Democratica (SLD) in un partito unitario chiamato “Nuova Sinistra”. L'11 giugno 2021, l'assemblea generale del partito ha ufficializzato lo scioglimento votando a favore della fusione con l'SLD.

## Ideologia
(Robert Biedroń)
Il programma del partito si incentrava, in particolare, su tematiche marcatamente progressiste, come:
- la promozione dei diritti delle donne;
- la tutela dell'uguaglianza dei cittadini, la protezione delle minoranze;
- la promozione dei diritti LGBT[12];
- il ravvicinamento dell'Unione europea ai cittadini[13];
- la partecipazione civica;
- la promozione della politica verde[14], con la chiusura di tutte le centrali di carbone entro il 2035[15], e dei diritti degli animali;
- i diritti delle persone disabili;
- un sistema di istruzione innovativo;
- il potenziamento del sistema di trasporto pubblico;
- una migliore assistenza sanitaria (con riferimento particolare alle fasce più povere della popolazione);
- una pensione minima di €380 per tutti i polacchi.

Il partito si caratterizzava inoltre per uno spiccato anticlericalismo, nonché per la richiesta di una forte separazione tra Stato e Chiesa. Infatti, i vantaggi fiscali di cui la Chiesa cattolica polacca aveva goduto sino a quel momento erano considerati – dai sostenitori del partito – veri e propri "privilegi".
Inoltre, venne prevista la creazione di una Commissione ad hoc di «giustizia e riconciliazione» per giudicare i pubblici ufficiali che, nello svolgimento delle proprie funzioni, hanno violato i princìpi dello stato di diritto.

## Parlamentari

### Deputati IX legislatura (2019-2023)
- Agnieszka Dziemianowicz-Bąk
- Monika Falej
- Krzysztof Gawkowski
- Maciej Gdula
- Hanna Gill-Piątek
- Maciej Kopiec
- Katarzyna Kotula

- Paweł Krutul
- Anita Kucharska-Dziedzic
- Beata Maciejewska
- Wanda Nowicka
- Robert Obaz
- Monika Pawłowska

- Małgorzata Prokop-Paczkowska
- Marek Rutka
- Joanna Scheuring-Wielgus
- Anita Sowińska
- Krzysztof Śmiszek
- Katarzyna Ueberhan

### Senatori X legislatura (2019-2023)
- Gabriela Morawska-Stanecka

### Europarlamentari IX legislatura (2019-2024)
- Robert Biedroń
- Łukasz Kohut
- Sylwia Spurek (fino al 30.10.2020)

## Risultati elettorali
| Elezione          | Elezione     | Voti    | %      | Seggi    |
| ----------------- | ------------ | ------- | ------ | -------- |
| Europee 2019      | Europee 2019 | 826.975 | 6,06   | 3 / 51   |
| Parlamentari 2019 | Sejm         | In SLD  | In SLD | 19 / 460 |